# Министерство культуры Республики Беларусь

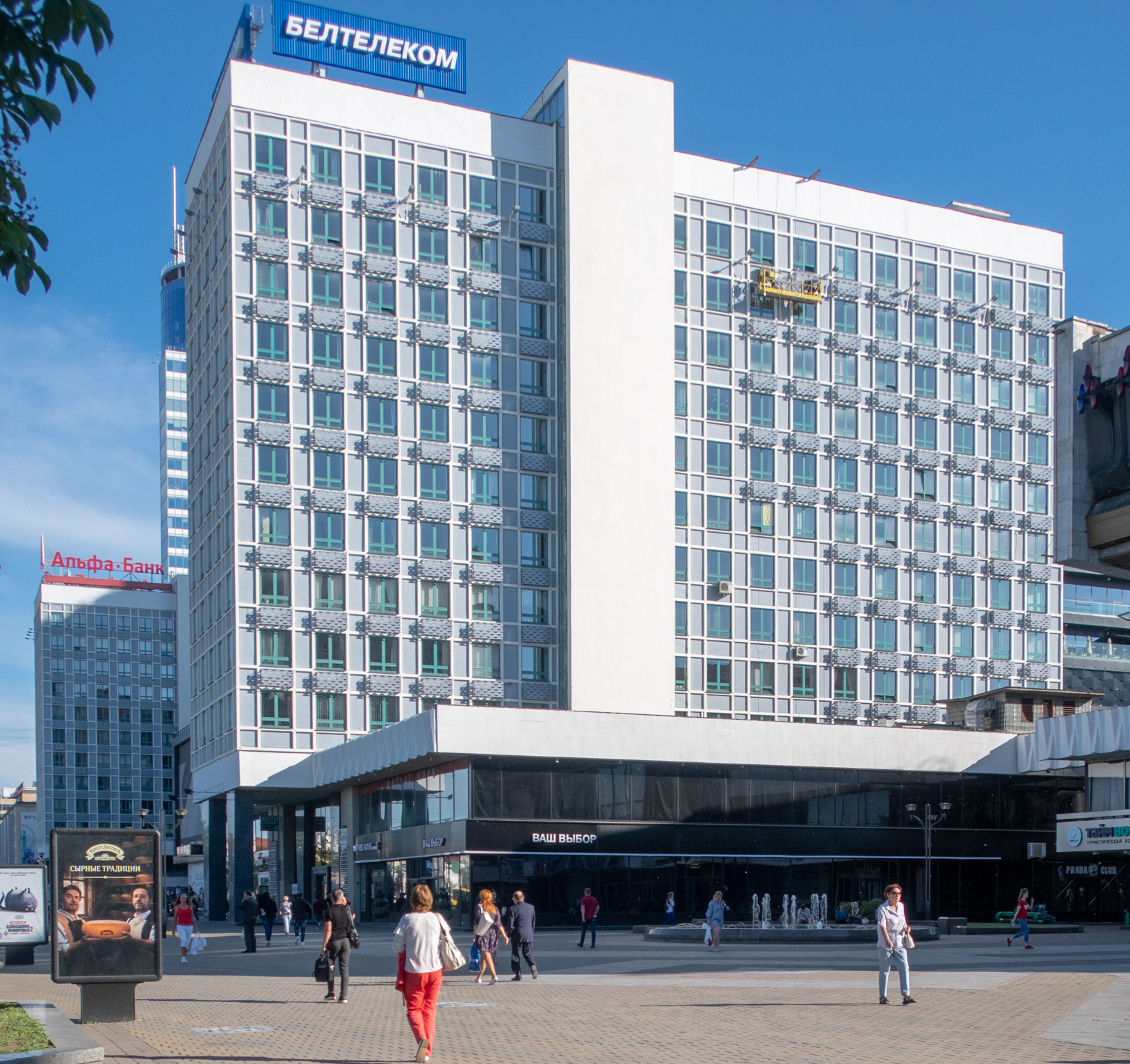
Здание на проспекте Победителей, которое Министерство культуры делит с Министерством информации

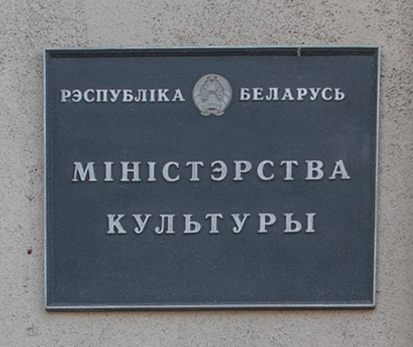
Табличка на здании министерства

Министерство культуры Республики Беларусь, Минкульт, Минкультуры (бел. Міністэрства культуры Рэспублікі Беларусь, Мінкульт, Мінкультуры) — орган государственного управления, проводящий государственную политику в сфере культуры и координирующий её развитие. Министр — Руслан Иосифович Чернецкий (со 2 декабря 2024 года).

## История
Министерство культуры БССР было создано Указом Президиума Верховного Совета БССР 8 мая 1953 года путём объединения пяти ведомств — Министерства кинематографии, Комитета по делам искусств, Комитета по делам культурно-просветительных учреждений, Комитета радиоинформации и Управления по делам полиграфической промышленности, издательств и книжной торговли. Являясь союзно-республиканским министерством, оно подчинялось Совету Министров БССР и Министерству культуры СССР. В 1957 году из министерства был выделен Комитет по радиовещанию и телевидению при Совете Министров БССР, в 1963 году — Государственный комитет БССР по кинематографии и Главное управление издательств, полиграфии и книжной торговли. В 1965 году была утверждена новая структура министерства. Помимо аппарата управления, в него вошли Управление по делам искусств, Управление культурно-просветительных учреждений и Управление учебных заведений, научных учреждений и кадров. 12 февраля 1970 года было принято новое положение о министерстве. В начале 1980-х годов в составе министерства действовали Управление театров и музыкальных учреждений, Управление культурно-просветительных учреждений, Управление учебных заведений, научных учреждений и кадров, Управление музеев и охраны памятников истории и культуры, отдел изобразительного искусства, а также руководящий аппарат министерства. Большую роль в министерстве в этот период играли комиссии, объединения и советы, в том числе и создававшиеся на общественных началах — музыкально-репертуарная комиссия (1967), научно-методический совет по охране памятников культуры (1971), Государственная художественно-экспертная комиссия по произведениям изобразительного и декоративно-прикладного искусства (1977), художественно-методический совет по сценическому костюму (1981) и другие.
31 октября 1984 года приказом министра культуры была создана Государственная инспекция по охране памятников истории и культуры в составе Управления музеев и охраны памятников истории и культуры. В последующие годы структура министерства неоднократно менялась. 22 августа 1988 года Совет Министров БССР принял постановление «О генеральной схеме управления министерством культуры БССР», в соответствии с которым структура министерства преобразовывалась. К концу года структура министерства стала следующей: руководство, Главное управление кинематографии и видеообслуживания (было создано вместо ликвидированного Главного комитета БССР по кинематографии), Управление искусств, Управление учреждений культуры и народного творчества, Экономическое управление, Управление учебных заведений (с 1989 — учебных заведений и кадров), Управление капитального строительства и реставрации, Управление развития материально-технической базы, отдел кадров и зарубежных связей (с 1989 — зарубежных связей), Государственная инспекция по охране памятников и общий отдел. Однако уже 21 марта 1991 Совет Министров БССР поручил перестроить работу министерства, и 24 июня 1991 года управления были упразднены. 20 июля 1991 года в составе центрального аппарата министерства были созданы совет по искусству, совет по народному творчеству и учреждениям культуры, совет по кинематографии и кинофикации, Государственная инспекция по охране памятников истории и культуры, отдел международных культурных связей. Вскоре министерство получило современное название — Министерство культуры Республики Беларусь. После упразднения Министерства культуры СССР 28 ноября 1991 года министерство стало республиканским, подчиняясь отныне только Совету Министров Республики Беларусь. Новый статус министерства был закреплён Законом Республики Беларусь от 10 января 1992 года.
30 апреля 1993 года в структуре министерства создана Государственная инспекция Республики Беларусь по охране историко-культурного наследия. С 14 марта 1994 года по 10 ноября 1995 года министерство носило название Министерство культуры и печати Республики Беларусь. Министерство было реорганизовано и разделено на Министерство культуры и Государственный комитет Республики Беларусь по печати.
9 августа 1996 года утверждено новое положение о министерстве. 26 октября 2005 года в структуре министерства создан Департамент по кинематографии Министерства культуры Республики Беларусь.
Постановлением Совета Министров Республики Беларусь от 23 января 2024 года № 47 государственное учреждение «Национальная книжная палата Беларуси» из подчинения Министерства информации Республики Беларусь передано в подчинение Министерства культуры Республики Беларусь.

## Структура
- Главное управление культуры и аналитической работы
  - Управление культуры и народного творчества
  - Управление аналитической и кадровой работы
  - Сектор искусствоведов-экспертов по вывозу культурных ценностей с территории Республики Беларусь
- Управление искусств
  - Отдел профессионального искусства
  - Отдел концертно-фестивальных проектов
- Управление капитального строительства и материально-технического обеспечения
- Управление по охране историко-культурного наследия
  - Отдел по охране историко-культурного наследия
  - Отдел научно-проектных работ и реставрационного производства
- Финансово-экономическое управление
  - Отдел бюджетного финансирования
- Отдел бухгалтерского учёта и отчётности
- Отдел по кинематографии
- Отдел международных связей
- Отдел организационной работы и документооборота
- Отдел учреждений образования
- Сектор по защите государственных секретов и информационных технологий
- Сектор контрольно-ревизионной работы
- Юридический сектор

## Руководство
- Руслан Иосифович Чернецкий ( с 2 декабря 2024)
- Валерий Иванович Громада — первый заместитель министра
- Сергей Александрович Саракач — заместитель министра

### Бывшие министры
- Григорий Яковлевич Киселёв (1953—1964)
- Михаил Александрович Минкович (1964—1971)
- Юрий Михайлович Михневич (1971—1988)
- Евгений Константинович Войтович (1988—1993)
- Анатолий Иванович Бутевич (1994—1996)
- Александр Владимирович Сосновский (1996—2000)
- Леонид Павлович Гуляко (2000—2005)
- Владимир Фёдорович Матвейчук (2005—2009)
- Павел Павлович Латушко (2009—2012)
- Борис Владимирович Светлов (2012—2017)
- Юрий Павлович Бондарь (29 сентября 2017 — 19 ноября 2020)
- Анатолий Мечиславович Маркевич (с 19 ноября 2020 по 2 декабря 2024)